# جامعة الفنون في بلغراد
جامعة الفنون في بلغراد هي جامعة عامة في صربيا. تأسست عام 1957 كأكاديمية الفنون لتوحيد أربع أكاديميات. أصبحت جامعة واكتسبت اسمها الحالي في عام 1973.

## التاريخ

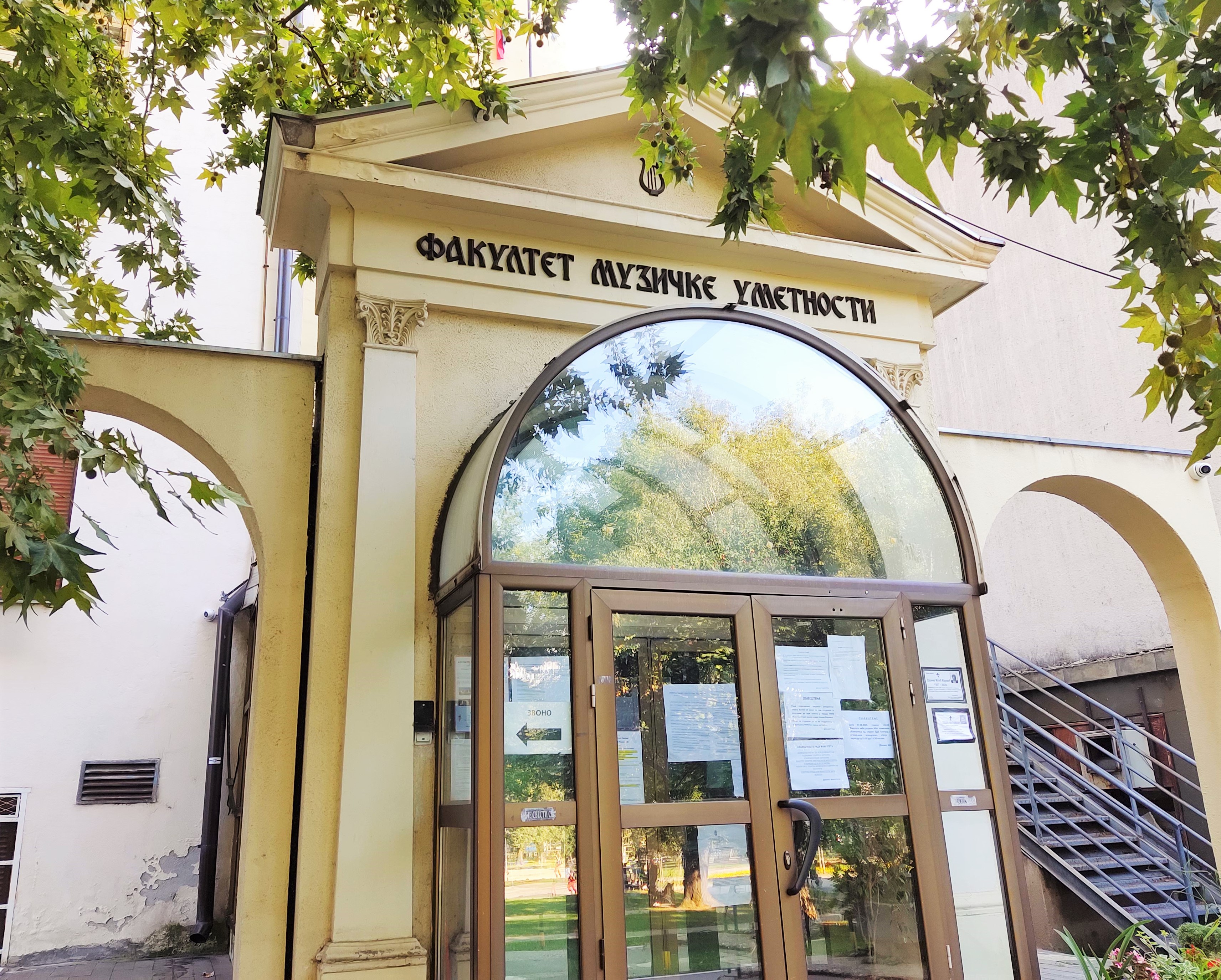
كلية الموسيقى جامعة الفنون ببلغراد.

تأسست جامعة الفنون في 10 يونيو 1957 كأكاديمية الفنون، وهي اتحاد لمدارس الفنون العليا القائمة (الأكاديميات). حيث أصبحت كل من: أكاديمية الموسيقى (تأسست عام 1937) وأكاديمية الفنون الجميلة (تأسست عام 1937) وأكاديمية الفنون التطبيقية (تأسست عام 1948) وأكاديمية الفنون المسرحية (التي تأسست عام 1948) أكادمية الفنون كاتحاد لمدارس الفنون العليا في بلغراد.
في عام 1973 أصبحت هذه الأكاديميات الأربع -باعتبارها مدارس الفنون العليا الوحيدة في صربيا في ذلك الوقت- كليات: كلية الفنون الجميلة وكلية الموسيقى وكلية الفنون التطبيقية والتصميم وكلية الفنون المسرحية (المسرح والسينما والإذاعة والتلفزيون). ولكون أكادمية الفنون هي اتحادهم أصبحت آنذاك جامعة الفنون في بلغراد.

## الكليات

### كلية فنون الموسيقى
تعد كلية الموسيقى أقدم مؤسسة للتعليم العالي للموسيقى في صربيا. تأسست عام 1937 باسم أكاديمية الموسيقى، وأصبحت كلية واكتسبت اسمها الحالي في عام 1973.

### كلية الفنون الجميلة
كلية الفنون الجميلة ( (بالصربية: Факултет ликовних уметности)‏ ) هي مؤسسة للتعليم العالي أُنشِئت عام 1937 من قبل توما روزانديتش وميلو ميلونوفيتش وبيتار دوبروفيتش كأكاديمية للفنون الجميلة، وأصبحت كلية واكتسبت اسمها الحالي في عام 1973. تضم الكلية ثلاثة أقسام: النحت والرسم والجرافيك، وتضم ما يقرب من 2500 طالب و550 عضو هيئة تدريس.

### كلية الفنون التطبيقية
تأسست كلية الفنون التطبيقية عام 1948 باسم أكاديمية الفنون التطبيقية، وأصبحت كلية واكتسبت اسمها الحالي عام 1973.

### كلية الفنون المسرحية
تأسست كلية الفنون المسرحية في عام 1948 باسم أكاديمية فنون المسرح. في عام 1950 دُمِجَت مدرسة التعليم العالي للتمثيل والإخراج السينمائي فيها، وفي عام 1962 غُيِّر اسمها إلى أكاديمية المسرح والسينما والراديو والتلفزيون. في عام 1973 أصبحت كلية واسمها الحالي. وهي الوحيدة الموجودة في بلغراد الجديدة.

## دراسات متعددة التخصصات
تأسست الدراسات متعددة التخصصات في جامعة الفنون في بلغراد في عام 2001 كدراسات معاصرة في مجال الوسائط المتعددة والفنون الرقمية وتصميم المشهد ونظرية الفنون والإعلام والإدارة في الثقافة. أُنشِئت دراسات متعددة التخصصات بدافع الحاجة إلى دراسة المجالات الفنية أو النظرية المعاصرة التي لا تغطيها التخصصات الفنية والعلمية المعتادة. تبحث هذه الدراسات في الممارسات الفنية والنظرية الجديدة والتي ترتبط بدراسات في كليات معينة.
تمثل الدراسات متعددة التخصصات نشاطًا إنمائيًا هامًا لجامعة الفنون يعزز روابط الجامعة بكلياتها ويحسن التعاون بين أساتذة كليات الآداب وكذلك الخبراء من مختلف المجالات.

## عمادة الجامعة
قائمة العمداء الذين خدموا لفترة:
- سريتين ستويانوفيتش (1957–1958)
- ميهايلو فوكدراجوفيتش (1958–1959)
- فيكوسلاف أفريتش (1963-1965)
- برونو برون (1965-1971)
- يوفان كراتوهفيل (1971-1973)
- دراغوسلاف ستويانوفيتش سيب (1973–1976)
- راتكو دجوروفيتش (1976–1977)
- رادوس نوفاكوفيتش (1977-1979)
- ألكسندر أوبرادوفيتش (1979-1983)
- فوين ستوجيتش (1983-1985)
- ناندور جليد (1985-1989)
- دارينكا ماتيتش ماروفيتش (1989-1998)
- رادميلا باكوتشيفيتش (1998-2000)
- ميلينا دراجيتشيفيتش-شيشيتش (2000-2004)
- سيدومير فاسيتش (2004-2009)
- ليليانا مركيتش بوبوفيتش (2009-2015)
- زوران إريتش (2015 إلى الوقت الحاضر)

## روابط خارجية
- الموقع الرسمي